# Rózsa Richárd (csellista)
Rózsa Richárd (Tiszafüred, 1974. július 4. –) magyar gordonkaművész.
Hat éves korában kezdte zenei tanulmányait. Első csellótanára Ádám Károly volt a Debreceni Zeneművészeti Egyetem előkészítő tagozatán. A Zeneakadémián Kertész Ottó volt a csellótanára. A Zeneakadémia elvégzése után Saarbrückenben tanult tovább Gustav Riviniusnál.
Gyakori fellépője kamarakoncerteknek. Olyan híres művészekkel lépett föl, mint Maxim Vengerov, Romain Guyot, Jandó Jenő, Gulyás Márta, Gustav Rivinius, Rolla János, Konrád György, Simon Izabella, Szabadi Vilmos, Selmeczi János, Özcan Ulucan, Fuminori Maro Shinozaki és sokan mások. Több nemzetközi és hazai zenei versenyen volt győztes és díjazott.
Részt vett Banda Ede, Uzi Wiesel, Franz Helmerson, Martin Lovett (Amadeus Quartet), Ina-Esther Joost gordonka-mesterkurzusán, valamint Norbert Brainin (Amadeus Quartet), Günter Pichler (Alban Berg Quartet), Milan Skampa (Smetana Quartet), Mező László (Bartók Quartet) kamarazene-mesterkurzusán.
2005-ben Rolla János partnereként Madridban a spanyol királyi család meghívására  adott koncertet.
Kora ifjúsága óta elkötelezett támogatója a magyar kortárszenének. Több zeneszerzői versenyen és kurzuson vett részt előadóként.
Sok magyar kortárs mű bemutatásának volt részese. Beischer-Matyó Tamás: Suite concertante gordonkára és vonószenekarra című művének  2008. évi bemutatóján a Liszt Ferenc kamarazenekar szólistája volt.
2017-től kezdve a Szigeti Quartet csellistája.
Rendszeresen fellép itthon és külföldön egyaránt, így szerepelt többek között Németországban, Franciaországban, Spanyolországban, Japánban, Jamaicában, Olaszországban, Törökországban, Kuvaitban és Etiópiában. Rendszeres fellépője szólistaként s kamarazenészként a Magyar Rádió márványtermi sorozatának. A Liszt Ferenc Kamarazenekar tagjaként számos CD- és DVD-felvételen vett részt.

## Együttesei
Pályája során az alábbi együttesek tagja volt:
- 2000-2001 Nemzeti Filharmonikus Zenekar
- 2001 – 2013 Liszt Ferenc Kamarazenekar
- 2013-2015 ,2016-2017 Magyar Állami Operaház – szólamvezető
- 2014 – Chamber Orchestra of Europe – extra tag
- 2015 – MÁV Szimfonikus Zenekar – szólamvezető
- 2020 – MÁV Szimfonikus Zenekar – szólócsellista